# Jan Blixt
Jan Blixt, född 1935 i Stockholm, är en svensk tecknare och grafiker.
Blixt studerade vid Essemskolan och vid Skånska målarskolan i Malmö samt vid Académie de la Grande Chaumière i Paris. Han har medverkat i ett stort antal samlingsutställningar i Skåne. Hans konst består förutom tavlor av bokomslag och affischer. 